# Mayweather contre McGregor
Résultat
La rencontre Mayweather contre McGregor, surnommée « The Money Fight », oppose le boxeur professionnel Floyd Mayweather, Jr. (50-0) et le combattant d'arts martiaux mixtes Conor McGregor (21-3) le 26 août 2017 à la T-Mobile Arena de Paradise, en banlieue de Las Vegas.
Mayweather s'impose par arrêt de l'arbitre au dixième round.

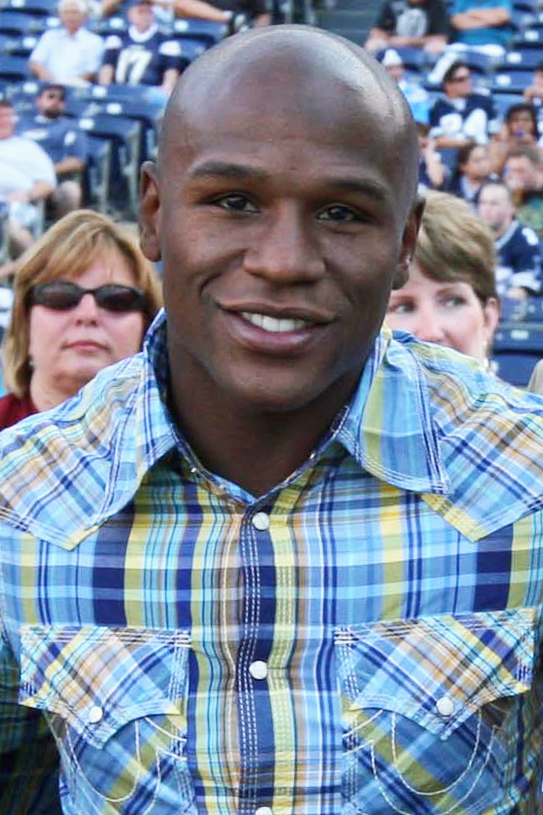
Floyd Mayweather, Jr. en août 2010.
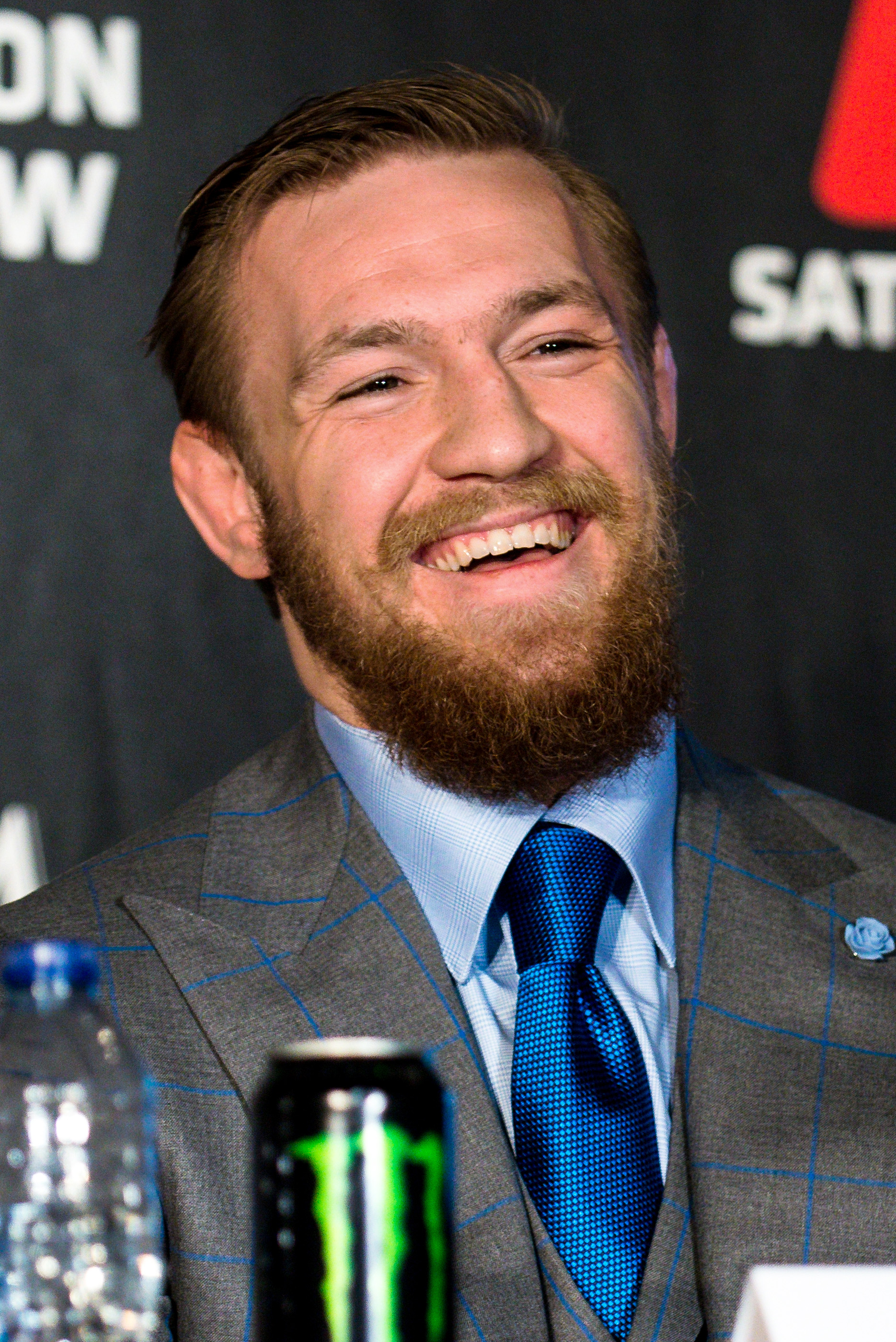
Conor McGregor en mars 2015.